# Pilluks nimmt Maß
Pilluks nimmt Maß (Originaltitel: Giurò… e li uccise ad uno ad uno (Piluk il timido)) ist ein 1967 entstandener Italowestern, den Guido Celano inszenierte. Im deutschen Sprachraum wurde der nicht besonders positiv aufgenommene Film erstmals am 3. Juli 1987 im DDR-Fernsehen gezeigt.

## Handlung
Sheriff Albert, der Sohn des Sargtischlers Pilluks, wird vom skrupellosen Großgrundbesitzer Sebastian Mason betrogen und getötet; überhaupt sorgt dieser mit seinen Brüdern, dass jeder aus dem Weg geräumt wird, der ihnen nicht zu Willen ist. Bevor er stirbt, kann Albert Pilluks den Namen seines Mörders nennen, den dieser aber gegenüber dem neuen Sheriff Roger Brown verschweigt.
Als einer der Mason-Brüder, Roy, wegen des Mordes am Arzt Dr. Lucas gehängt werden soll, nimmt Sebastian die Frau des Sheriffs als Geisel, um sie gegen Roy auszutauschen. Durch das Eingreifen von Pilluks kann die Frau befreit werden. Brown organisiert eine Posse und kann alle Mitglieder der Mason-Bande bis auf Sebastian ausschalten, auf dessen Spuren sich aber Pilluks setzt, der ihn schließlich tötet.

## Kritik
Segnalazioni Cinematografiche urteilten hart, der Film sei „eine genaue, mechanische Wiederholung von abgestandenen und überstrapazierten Formen und Situationen, die er ohne Inspiration und Fantasie abspult.“ Christian Keßler meint, „der Film ist absolut unbemerkenswert, denn handwerklich unterscheidet er sich nicht von den Dutzenden und Aberdutzenden von Western, die zu dem Zeitpunkt gedreht wurden.“

## Synchronisation
Die Synchronisation erfolgte für das Fernsehen der DDR.

## Bemerkungen
Die Lieder der Originalfassung werden von Lilian Terry interpretiert.